# Uddevalla Tändsticksfabrik

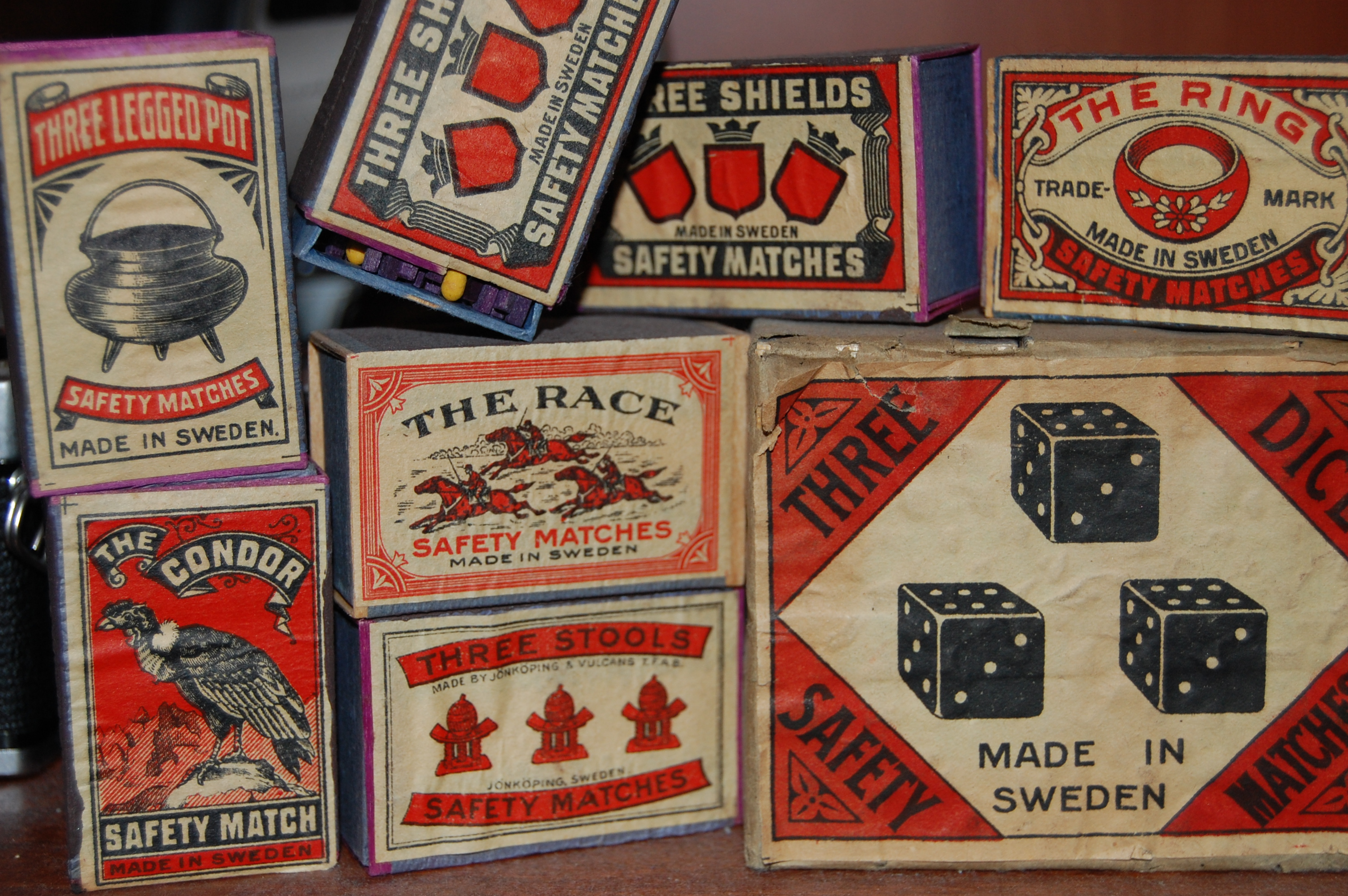
Tändstickor från fabriken producerade 1919

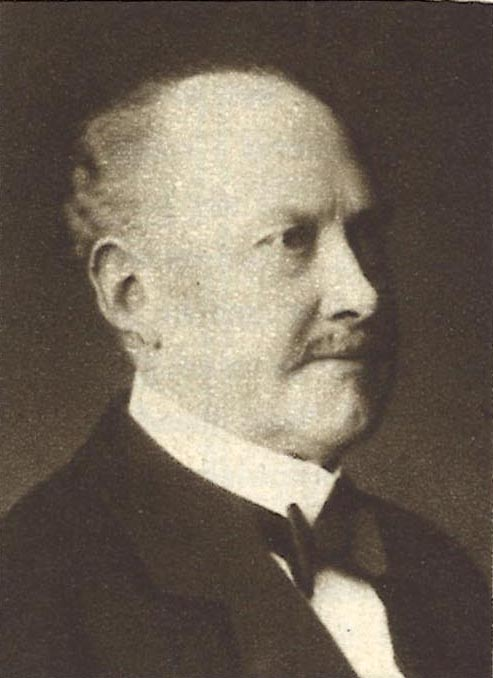
Fabrikens andre direktör Arthur Zachau.

Uddevalla tändsticksfabrik påbörjade tändstickstillverkningen 1874. Grundare var Adolf P Zachau. Hans son Arthur Zachau tog över efter fadern och fabriken utvecklades till en av de större fabrikerna i landet under hans ledning. Fabriken låg mitt i Uddevalla i kvarteret Herrnhut vid Kungsgatan.
Svenska Tändsticksaktiebolaget tog över fabriken på 1920-talet. Då byggdes den så kallade Kompletten (Kompletteringsfabriken) i kvarteret Sinclair. Det var en fullt ut automatiserad produktion som då tog vid.
Fabriken lades ned på hösten 1938.